# 托马斯·霍兹
托马斯·霍兹（Thomas Richard Holtz Jr.，1965年9月13日—），是美国脊椎动物古生物学家，作家，以及马里兰大学地质学系首席讲师和马里兰大学学院市分校生活学习社区的科学与全球变化计划主任。他广泛发表了关于陆地捕食者的系统发育，形态，生态形态和不知者运动的文章，尤其是关于霸王龙和其他兽脚亚目恐龙的文章。
霍兹撰写了Dinosaurs: The Most Complete, Up-to-Date Encyclopedia for Dinosaur Lovers of All Ages（《恐龙：所有年龄段的恐龙爱好者最完整，最新的百科全书》）一书，并且是The Dinosauria第二版“蜥形纲”，“坚尾龙类”，以及“暴龙超科”等章节的作者或合著者。他还曾作为BBC系列节目Walking With Dinosaurs（与恐龙同行）以及Discovery的When Dinosaurs Roamed America（当恐龙漫游美国时）特别节目的科学顾问，并出现在许多关注史前生活的纪录片中，例如History中的Jurassic Fight Club（侏罗纪搏击俱乐部）和Discovery中的Monsters Resurrected（复活的怪物）。

## 早年生活
霍兹出生于美国加利福尼亚州，小时候想成为一只恐龙，但在得知不可能变成恐龙后，霍兹改变了目标，开始研究恐龙。他就读于约翰霍普金斯大学，在那里他遇到了未来的妻子。后来霍兹就读耶鲁大学并遇到了担任他学术顾问的古生物学家约翰·奥斯特伦姆。

## 理论
霍兹提出了几种有关恐龙分类的新理论和假设。例如，他创造了术语Maniraptoriformes（手盗龙形类）和Arctometatarsus（并跖骨）。他还为兽脚纲提出了两种分类系统。
霍兹也是发现霸王龙不是肉食龙类的关键人物。正如大多数古生物学家以前认为的那样，它不是大型肉食龙，霍兹是最早对此进行理论化的科学家之一，他对揭穿单系群肉食龙有极大的贡献。

## 出版物
- Holtz, Thomas R. Jr. . Journal of Paleontology. 1994, 68: 1100–1117. JSTOR 1306180.
- Holtz, Thomas R. Jr. . Journal of Paleontology. 1995, 14: 480–519. JSTOR 4523590. doi:10.1080/02724634.1995.10011574.
- Holtz, Thomas R. Jr. . Journal of Paleontology. 1996, 70: 536–538. JSTOR 1306452.
- Holtz, Thomas R. Jr.  (PDF). Gaia. 1998, 15: 5–61  [2020-10-02]. （原始内容存档 (PDF)于2021-01-21）.
- Farlow, James O.; Gatesy, Stephen M.; Holtz, Thomas R. Jr.; Hutchinson, John R.; Robinson, John M. . American Zoologist. 2000, 40: 640–663  [2020-10-02]. doi:10.1093/icb/40.4.640 . （原始内容存档于2010-01-03）.
- Holtz, Thomas R. Jr.; Skrepnick, Michael William. . New York: Random House. 2003. ISBN 0-375-81297-0.
- Holtz, Thomas R. Jr.; Rey, Luis V. . New York: Random House. 2007. ISBN 978-0-375-82419-7.